# Cenobamat
Cenobamat ist ein Arzneistoff aus der Gruppe der Antiepileptika zur oralen Behandlung von fokalen oder fokal beginnenden epileptischen Anfällen bei Erwachsenen zugelassen ist. Es wird in Europa unter dem Namen Ontozry von der Firma  Angelini Pharma vermarktet. In den USA heißt das Präparat Xcopri.

## Zulassung und Indikation
Das Medikament wurde durch die Europäische Kommission im März 2021 für die Kombinationstherapie bei Erwachsenen zur Behandlung fokaler epileptischer Anfälle mit und ohne sekundäre Generalisierung zugelassen, die trotz des vorherigen Einsatzes von mindestens zwei anderen Medikamenten nicht ausreichend zu behandeln waren. Der Hersteller strebt eine Erweiterung der Zulassung u. a. für eine Monotherapie an, wie sie in den USA bereits besteht.
Cenobamat ist kontraindiziert bei Menschen mit einem Short-QT-Syndrom, einer seltenen Herzrhythmusstörung, sowie bei Unverträglichkeit gegenüber einem Inhaltsstoff der Tabletten. Die Gabe in Schwangerschaft und Stillzeit ist nicht empfohlen. Es ist nicht bekannt, ob Cenobamat in die Muttermilch übergeht.

## Pharmakokinetik
Die Substanz wird nach Einnahme zu knapp 90 % resorbiert, weitgehend unabhängig von der Nahrungsaufnahme. Maximale Spiegel werden 1–4 Stunden nach Einnahme erreicht, die Plasmaeiweißbindung liegt bei 60 %. Die scheinbare terminale Halbwertzeit liegt bei 50–60 Stunden. Cenobamat wird überwiegend in der Leber durch Glukuronidierung, in geringem Maße auch durch Oxidation verstoffwechselt und hauptsächlich mit dem Urin ausgeschieden. Daher ist die Eliminierung der Substanz sowohl von der Leber- als auch der Nierenfunktion abhängig.
Die Zeit bis zum Erreichen konstanter Plasmaspiegel dauert aufgrund der langen Plasmahalbwertszeit etwa 14 Tage.

## Wirkmechanismus
Der genaue Wirkmechanismus von Cenobamat ist nicht vollständig aufgeklärt. Nach derzeitigem Kenntnisstand beruht die Wirkung auf einer hemmenden Wirkung an spannungsabhängigen Natriumkanälen exzitatorischer Synapsen sowie auf einer Steigerung der inhibitorischen Neurotransmission an GABA-Rezeptoren.

## Nebenwirkungen
Die häufigsten unerwünschten Arzneiwirkungen sind Müdigkeit, Schwindel, Gangstörungen und Sehstörungen. Besonders bei schneller Eindosierung kann ein DRESS-Syndrom ausgelöst werden. Bei vorerkrankten Menschen kann eine QT-Zeit-Verkürzung auftreten.